# Voies biliaires intrahépatiques
Les voies biliaires intrahépatiques composent le système d’évacuation de la bile situées dans le foie, en amont de la convergence biliaire supérieure.
Elles sont constituées des :
- Canaux lobaires (canaux hépatiques droit et gauche) : épithélium cylindrique stratifié ;
- Canaux interlobaires (entre les canaux hépatiques principaux et les canaux interlobulaires) : épithélium cylindrique pseudostratifié ;
- Voies biliaires interlobulaires (entre les voies interlobaires et les lobules) : épithélium cylindrique simple ;
- Voies biliaires intralobulaires (cholangioles, ou canaux de Hering) : épithélium cuboïde simple, puis par hépatocytes ;
- Canalicules biliaires : deux demi-canalicules formés par les hépatocytes face à l'espace périsinusoïdal.